# Panamaische Fußballnationalmannschaft der Frauen
Die panamaische Fußballnationalmannschaft der Frauen repräsentiert Panama im internationalen Frauenfußball. Die Nationalmannschaft ist dem panamaischen Fußballverband unterstellt und wird vom Gaspar Perez trainiert. Die panamaische Auswahl konnte sich bisher zweimal für den CONCACAF Women’s Gold Cup, der nordamerikanischen Frauenfußballmeisterschaft, qualifizieren. Zwischen dem 18. Juli 2007 (0:2-Niederlage gegen Mexiko bei den Panamerikanischen Spielen) und dem 6. März 2013 (2:3-Niederlage gegen Guatemala
beim Turnier in Costa Rica, bei dem die Mannschaft den vierten Platz belegte), führte die Mannschaft keine Spiele durch und fiel daher in der FIFA-Weltrangliste aus der Wertung. Nach den Spielen in Costa Rica, wird die Mannschaft wieder in der Weltrangliste geführt. Für die Fußballweltmeisterschaft konnte man sich bisher ein Mal qualifizieren. 2023 schied man in der Gruppenphase punktlos aus.

## Turnierbilanz

### Weltmeisterschaft
| - 1991: nicht teilgenommen - 1995: nicht teilgenommen - 1999: nicht teilgenommen - 2003: nicht qualifiziert - 2007: nicht qualifiziert | - 2011: nicht teilgenommen - 2015: nicht qualifiziert - 2019: nicht qualifiziert - 2023: Vorrunde |

### Nordamerikameisterschaft
| - 1991: nicht teilgenommen - 1993: nicht teilgenommen - 1994: nicht teilgenommen - 1998: nicht teilgenommen - 2000: nicht teilgenommen - 2002: Vorrunde | - 2006: Viertelfinale - 2010: nicht teilgenommen - 2014: nicht qualifiziert - 2018: Vierter - 2022: Vorrunde |

### CONCACAF W Gold Cup
- 2024: Vorrunde

### Olympische Spiele
| - 1996: nicht qualifiziert - 2000: nicht qualifiziert - 2004: nicht qualifiziert - 2008: nicht qualifiziert | - 2012: nicht teilgenommen - 2016: nicht teilgenommen - 2020: nicht qualifiziert - 2024: nicht qualifiziert |

## Kader
Siehe Fußball-Weltmeisterschaft der Frauen 2023/Panama